# Соломон Бенун
Соломон Йосиф Бенун е български художник.

## Биография
Роден е на 14 ноември 1908 година в Хасково. През 1930 година завършва драматична школа. Изкарва прехраната си като художник в София и в креватната фабрика в Стара Загора. Съвместно с Александър Миленков изготвя декорите за филма „Калин Орелът“. Негово дело също са декори за пиесата „Тревога“ от Орлин Василев в Народния театър. Автор е на плакати за политически празници. Други негови творби са: „Пейзаж от Родопите“ (1969), „Пейзаж край Овча купел“ (1970), „Домът на народната героиня В. Янкова“ (1970), графиката „На път“ (1972) и „Пейзаж край София“ (1976). Член е на Дружеството на новите художници. Излага творбите си в общи художествени изложби и в изложби на Дружеството на новите художници.
След 9 септември 1944 година участва във Великата отечествена война като член на пропагандна рота. Сътрудник е на Александър Жендов.
През 1958 година е удостоен с ордените „За народна свобода“ – втора степен и „Кирил и Методий“ – трета степен.